# Ewa chce spać
Ewa chce spać – polska czarno-biała komedia filmowa z 1957 roku w reżyserii Tadeusza Chmielewskiego. Jest to pełnometrażowy debiut reżyserski Chmielewskiego, jak również pierwszy występ siedemnastoletniej Barbary Kwiatkowskiej, odtwórczyni tytułowej roli dziewczyny poszukującej noclegu w osobliwym miasteczku. 
Film został wyprodukowany przez Zespół Filmowy „Syrena”, a po premierze w marcu 1958 roku odniósł sukces artystyczny; na Międzynarodowym Festiwalu Filmowym w San Sebastián zdobył Grand Prix, Złotą Muszlę. Dzięki surrealistycznemu przedstawieniu rzeczywistości wczesnego PRL-u dosłużył się miana filmu kultowego.

## Treść
Młoda dziewczyna Ewa poszukuje noclegu, gdyż nie wpuszczono jej do szkoły dzień przed rozpoczęciem zajęć. Przechadzając się uliczkami przedziwnego miasteczka, poznaje między innymi sympatycznego policjanta Piotra oraz jego kolegów z komisariatu. Samo miasteczko jest groteskową karykaturą rzeczywistości: złodzieje pobierają nauki zawodu na przestępczym uniwersytecie, policjanci ćwiczą grę na flecie dla wywabiania przestępców z melin, prostytutki wyczekują zaś na klientów, robiąc na drutach.

## Obsada
Opracowano na podstawie materiału źródłowego:

- Barbara Kwiatkowska – uczennica Ewa Bonecka
- Stanisław Mikulski – policjant Piotr Malewski-„Pstry”
- Stefan Bartik – komisarz, naczelnik 8. komisariatu
- Ludwik Benoit – kasiarz Leon Ptuszko-„Pistynek”
- Roman Kłosowski – początkujący złodziej Lulek
- Gustaw Lutkiewicz – policjant Dobiela
- Edward Wichura – policjant Teofil
- Zygmunt Zintel – inspektor Piętka
- Cezary Julski – policjant Kruszyna
- Bronisław Pawlik – policjant Ciapała
- Stanisław Milski – Fafuła, woźny w Technikum Geodezyjnym
- Jarema Stępowski – Wacek Szparaga, kelner baru „Pod Ślimakiem”
- Maria Kaniewska – Helutka, barmanka w barze „Pod Ślimakiem”
- Wojciech Turowski – „Profesor” ze szkoły przestępców
- Barbara Rachwalska – kierowniczka hotelu robotniczego
- Wojciech Rajewski – dyrektor zakładów, jej kochanek
- Kalina Jędrusik – Biernacka, mieszkanka hotelu robotniczego
- Jan Kobuszewski – Marian, jej kochanek
- Wacław Kowalski – rusznikarz w 8. komisariacie
- Ludwik Kasendra – policjant Pluciński
- Wacław Jankowski – dyżurny policjant
- Eugeniusz Kamiński – Genio Wytrych, przestępca
- Ryszard Ronczewski – Filon Cichy, przestępca
- Emir Buczacki – kieszonkowiec Ślepy Tolo
- Halina Buyno-Łoza – prostytutka Piękna Lola
- Włodzimierz Kwaskowski – Henio Gazrurka, przestępca
- Czesław Piaskowski – pijany kominiarz Oleś
- Józef Pieracki – pijany piekarz
- Bogdan Baer – piekarz
- Henryk Hunko – złodziej
- Włodzimierz Skoczylas – uciekinier z hotelu robotniczego
- Henryk Boukołowski – złodziej ze szkoły przestępców
- Ryszard Filipski – robotnik drogowy
- Zdzisław Kuźniar – przestępca kradnący scenariusz filmu
- Henryk Kluba – reżyser z planu filmu

## Produkcja
Ewa chce spać została zrealizowana w Zespole Filmowym „Syrena” pod kierownictwem Jerzego Zarzyckiego. Pierwotnie reżyser filmu, debiutujący Tadeusz Chmielewski, podlegał pod Zespół Filmowy „Start” pod kierownictwem Wandy Jakubowskiej. Gdy jednak „Start” został odgórnie zlikwidowany, Jakubowska poprosiła Zarzyckiego o przeniesienie projektu do „Syreny”. Chmielewski nadal jednak uzgadniał scenariusz Ewy z Jakubowską. Do współpracy nad scenariuszem (gdy został już w połowie ukończony) niebawem reżyser przekonał Andrzeja Czekalskiego, a także Jeremiego Przyborę, który napisał dialogi. Inspiracją dla Chmielewskiego była notka prasowa, w której pewien chłopiec „o dzień za wcześnie przyjechał na studia i nie miał gdzie przenocować […]. Postać chłopca zmieniłem tylko na młodziutką dziewczynę”.
Film początkowo miał być paszkwilem na prawdziwych milicjantów, którzy we wspomnieniach Chmielewskiego jawili się jako „wyniośli i prymitywni”. Pierwotna wersja scenariusza zawierała nawet prowokacyjną dedykację Panom milicjantom, żeby częściej się uśmiechali. Chmielewski twierdził, że początkowo jego zamysłem była przemiana filmowych policjantów pod koniec filmu – gdy w mieście kończy się noc – w prawdziwych milicjantów. Reżyser stwierdził wszelako, że „to zbyt duże ryzyko. Postanowiłem udawać wariata i nakręcić bajkę”.

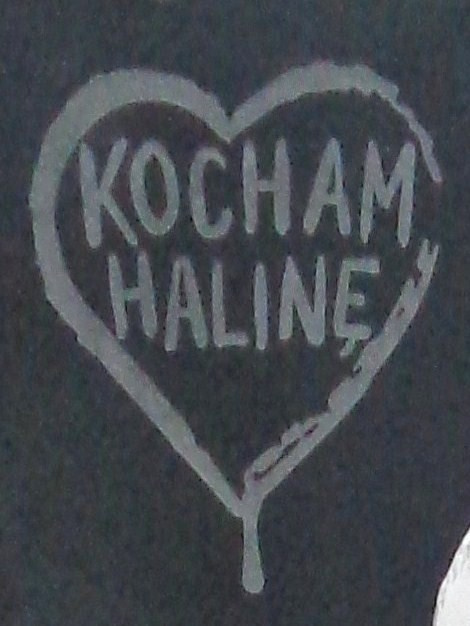
Motyw z filmu na nagrobku Haliny Chmielewskiej

Na kolaudacji, mimo sprzeciwu Ludwika Starskiego oraz Aleksandra Forda (który przyznał się, że nawet nie przeczytał scenariusza do końca), film skierowano do produkcji. Chmielewski miał jednak problemy z Zarzyckim, który wbrew zwyczajowi nie pozwalał reżyserowi przejrzeć nakręconego materiału, a nawet próbował storpedować projekt i wymusić na Chmielewskim „przerwanie zdjęć z powodu choroby”. Chmielewskiemu udało się jednak uzależnić swą „chorobę” od decyzji opiekuna artystycznego Antoniego Bohdziewicza, z którym miał dobre relacje. Zarzycki wycofał się ostatecznie ze swych zarzutów wobec filmu. Na Fordzie z kolei Chmielewski zemścił się symbolicznie: w ostatniej scenie filmu ucharakteryzował Henryka Klubę na Forda i poprosił go, „żeby zagrał wszechwładnego reżysera, który rozparty w fotelu wydaje swojej ekipie rozkazy”.
Zdjęcia były kręcone w Piotrkowie Trybunalskim (Rynek Trybunalski, ul. Sieradzka, ul. Rycerska, ul. Pijarska, ul. Grodzka, Krakowskie Przedmieście) oraz we Wrocławiu. Niektórzy zatrudnieni aktorzy byli prawdziwymi przestępcami, których na czas trwania zdjęć przywożono z aresztu. Premiera filmu odbyła się 17 marca 1958 roku.

## Odbiór
Film zdobył Złotą Muszlę na Międzynarodowym Festiwalu Filmowym w San Sebastián, a z upływem czasu dosłużył się miana filmu kultowego. Agnieszka Czarkowska-Krupa z portalu Oldcamera.pl pisała w retrospektywnej recenzji: „Po socrealistycznej nudzie, która oferowała odbiorcy jedynie ideologicznie słuszne obrazy przodowników pracy i amerykańskich szpiegów, publiczność otrzymuje naprawdę solidną porcję dobrego humoru. W dodatku jest to humor inteligentny, z wyraźnym podtekstem krytycznym wobec PRL-u”. Tadeusz Lubelski pisał, że film Chmielewskiego stanowił ostrożny rozrachunek z  konwencją filmowego socrealizmu, demaskując jego wpływ na życie zbiorowości: „Socrealistyczne wyobrażenie idealnego miasta, spełniającego wszystkie potrzeby klasy robotniczej, zostaje tu wyszydzone dobrotliwie ale stanowczo […] Infantylizacja życia zbiorowego to jedna z cech totalitarnej utopii; komedia Ewa chce spać jako pierwsza uchwyciła to w naszej kulturze popularnej”. Bartosz Staszczyszyn z Culture.pl twierdził, że pomimo upływu lat Ewa „wciąż uwodzi bezpretensjonalnością, humorem i elegancją”.